# بری استیمپسون
بری استیمپسون (انگلیسی: Barrie Stimpson؛ زادهٔ ۸ فوریهٔ ۱۹۶۴) بازیکن فوتبال اهل بریتانیا است.
از باشگاه‌هایی که در آن بازی کرده‌است می‌توان به باشگاه فوتبال هارتل پول یونایتد، باشگاه فوتبال مورکم، باشگاه فوتبال بارو، باشگاه فوتبال گیتزهد، باشگاه فوتبال چسترفیلد، و باشگاه فوتبال لانکستر اشاره کرد.